# Сан-Раймундо (футбольный клуб, Сантарен)
«Сан-Райму́ндо» (порт. São Raimundo Esporte Clube) — бразильский футбольный клуб из города Сантарен, штат Пара. Первый в истории чемпион бразильской Серии D 2009 года.

## История
Футбольный клуб «Сан-Раймундо» был основан 9 января 1944 года. Клуб был назван в честь святого Раймунда Нонната. «Сан-Раймундо» ни разу не был чемпионом штата Пара, находясь в тени трёх грандов — «Пайсанду», «Клуба Ремо» и «Туна-Лузо».
В 2005 году «Сан-Раймундо» выступал в Серии C чемпионата Бразилии. В 2009 году команда финишировала на 2 месте в Лиге Параэнсе, а также стала первым чемпионом вновь учреждённой бразильской Серии D.
В следующем году «Сан-Раймундо» занял последнее место в своей группе, а по дополнительным показателям стал и вовсе худшей командой Серии C, поэтому сезон 2011 клуб вновь начал в Серии D.
В 2010 году «Сан-Раумундо» выступал в Кубке Бразилии, где вылетел на первой же стадии (1/32 финала), уступив «Ботафого».
В 2019 году — участник Серии D чемпионата Бразилии.
| Выступления в чемпионатах Бразилии |          |             |
| Год                                | Дивизион | Место       |
| 2005                               | Серия C  | 1/16 финала |
| 2009                               | Серия D  | 1-е         |
| 2010                               | Серия C  | 20-е        |
| 2011                               | Серия D  | ГЭ (27-е)   |
| 2016                               | Серия D  | 20-е        |
| 2017                               | Серия D  | 42-е        |
| 2018                               | Серия D  | 39-е        |
| 2019                               | Серия D  | 9-е         |

## Достижения
- {Обладатель Кубка штата Пара (1): 2009
- Чемпион Бразилии в Серии D (1): 2009